# Palmiro Togliatti
Palmiro Togliatti (tiếng Ý: [palˈmiːro toʎˈʎatti] listenⓘ; ngày 26 tháng 3 năm 1893 - ngày 21 tháng 8 năm 1964) là một chính trị gia người Ý và nhà lãnh đạo của Đảng Cộng sản Ý từ năm 1927 cho đến khi ông qua đời. Ông được mệnh danh là những người ủng hộ ông Il Migliore (Người giỏi nhất). 
Anh trai của ông là nhà toán học Eugenio Giuseppe Togliatti, khám phá ra các bề mặt Togliatti.